# Franklin és barátai
A Franklin és barátai (eredeti cím: Franklin and Friends) amerikai–kanadai–szingapúri 3D-s számítógépes animációs sorozat, a klasszikus Franklin modern feldolgozása vagy spinn-offja. A szereplők azonosak a klasszikus sorozatban lévőkkel. A sorozat gyártója a Nelvana, Funbag Animation Studios, Sparky Animation és Nickelodeon Productions, forgalmazói a MTV Networks.  A főszerepben Graeme Jokic látható. A rendezők John Payne és Lynn Reist.
A sorozat jelenleg 4 évadból és 26 darab epizódól áll. Kanadában a sorozatot a Treehouse TV és a Nick Jr. sugározza, Magyarországon a Minimaxon és az M2-n látható.

## Cselekmény
A sorozat egy fiatal, általános iskolás teknősfiúról, Franklin-ről szól, akinek egy aprónak tűnő, mégis nagy, üreges sziklában él szüleivel, Teknőc úrral és Teknőc asszonnyal, valamint kalandvágyó kistestvérével, a baba Harriett-el. Franklin igyekszik jót tanulónak, s egyben jó nagy-testvérnek lenni, hogy megfeleljen a szüleinek. Legjobb barátaival, Medvével, Nyúllal és Rókával minden nap tanulnak valami újat, vagy éppen kalandoznak. Franklin emellett igyekszik megfelelni idős tanárának, Bagoly úrnak, valamint nagypapájának és nagymamájának is.

## Magyar hangok és szereplők
| Szereplő       | Eredeti hang             | Magyar hang                 | Leírás |
| -------------- | ------------------------ | --------------------------- | --- |
| Franklin       | Graeme Jokic             | Seszták Szabolcs            | A felfedező hajlamú, ügyes teknőcfiú, aki igyekszik megfelelni a szülei, nagyszülei és tanára elvárásainak.                             |
| Medve          | Mark Ramsay Paul Giurgeu | Szokol Péter                | A sportos, kutakodós fiatal barnamedve, aki mindig kitart Franklin mellett és szintén meg akar felelni Bagoly úr elvárásainak.          |
| Róka           | Jake Roseman             | Bodrogi Attila              | A merész, gyakran elhamarkodott vörös róka, Franklin jó barátja. Az apukája az újrahasznosítással foglalkozik.                          |
| Nyúl           | Christian Martyn         | Molnár Levente              | A házinyúl, Franklin vidám, néha kissé ostoba barátja, a legnagyobbat ugró tanuló Bagoly úr osztályában.                                |
| Lúd            | Mackenzie Fahie          | Németh Kriszta              | Franklin jó barátja, az osztály legjobb úszója. Kissé félénk természetű, de nem ellenséges.                                             |
| Csiga          | Liam Tully               | Molnár Ilona                | Apró, de kalandvágyó és merész csiga, aki bosszússá válik, ha segítséget kér valakitől, de nem kapja meg.                               |
| Hód            | Emily Nighman            | Solecki Janka               | Franklin barátja, aki nagyon kreatív és ügyes, bár néha kissé gyerekes és türelmetlen.                                                  |
| Bagoly úr      | John Stocker             | Csuha Lajos                 | Franklin és pajtásainak tanára, egy idős, nyugalmat szerető és kedves fülesbagoly. Könnyen megoldja az osztályon belüli konfliktusokat. |
| Teknőc úr      | Richard Newman           | Rosta Sándor                | Franklin idősödő, kevésbé szigorú édesapja, aki jóban van fiával és támogatja, amiben tudja.                                            |
| Teknőc asszony | Elizabeth Saunders       | Hullan Zsuzsa, Simon Eszter | Franklin fiatal édesanyja, aki jóban van fiával és támogatja, amiben tudja.                                                             |
| Harriett       | Camden Angelis           | Dögei Éva                   | Franklin kishúga, aki még kisgyerek, nagyon kreatív és jobban van Medve húgával.                                                        |
| Beatrice       | ?                        | ?                           | Medve kistestvére, egy lánymedve, aki nagyon kreatív és jóban van Franklin kishúgával, Harriett-el.                                     |

## Epizódlista

### 1. évad
1. ? (Franklin's All Ears/Franklin and the Gecko Games)
2. ? (Franklin and the Snow Princess/Franklin and the Firefly Festival)
3. ? (Franklin's Special Job/Franklin Needs a Reminder)
4. ? (Franklin's Partner/Franklin Helps Out)
5. ? (Franklin and the Pinecone Pass/Franklin and the Creepy Clock)
6. ? (Franklin and the Mystery of the Berry Bogie/Franklin Sees a Storm)
7. ? (Franklin and the Mystery of the Blue Begonia/Franklin, the Planner)
8. ? (Franklin's Ups and Downs/Franklin's New Teacher)
9. ? (Franklin and Snail Mail/Franklin the Moose-eratops)
10. ? (Franklin Finds the Treasure/Franklin and the Tunnel Team-Up)
11. ? (Franklin and the Snow Dragon/Franklin Gets Bugged)
12. ? (Franklin in the Stars/Franklin and Sam)
13. ? (Franklin and the Bumpy Buggy/It's Father's Day, Franklin!)
14. ? (Franklin and the Wonder/Franklin, the Little Bubble)
15. ? (Franklin, Take Harriet with You/Franklin's New Hat)
16. ? (Franklin and the Shadow Show/Franklin's Fishing Trip)
17. ? (Franklin Flies His Kite/Franklin's Flying Lessons)
18. ? (Franklin Changes the Rules/Franklin and Harriet's Buggy)
19. ? (The Super Cluepers Big Small Case/Franklin and the Mystery Muddle)
20. ? (It's Halloween Franklin!/Franklin the Adventurer)
21. ? (Frankln and the Super Sleepover/Frankln and the Snoring Situation)
22. ? (Engineer Franklin/Franklin Needs to Notice)
23. ? (Franklin's Spaceship/Franklin and the Missing Monarch Mystery)
24. ? (Franklin the Dinosaur Hunter/Franklin Paints a Picture)
25. ? (Franklin's Earth Day/Franklin and the Amazing Stupendous Circus Trick)
26. ? (Franklin's Campout/Franklin's Christmas Spirit)

### 2. évad
1. Franklin és az első hóesés/? (Franklin and the First Snowfall Festival/Franklin and the Bumpy Fire Buggy)
2. Kaland a Zorb bolygón/? (Franklin and the Adventure of Planet Zorb/Franklin and the Two Unicycles)